# کولیت خوری
کولیت خوری، (زاده ۱۹۳۱) شاعر و رمان‌نویس اهل سوریه است. وی نوهٔ وزیر سابق سوری فارس الخوری می‌باشد.

## زندگی‌نامه
کولیت در سال ۱۹۳۱ در یک خانوادهٔ متشخص چشم به جهان گشود. پدربزرگ کولیت، فارس الخوری، بخاطر مقاومتش در برابر فرانسه به عنوان یک قهرمان شناخته می‌شود. پدر کولیت وزیر امور روستایی و شهری بوده‌است. خوری بسیار فردی میهن‌پرست بوده‌است و آثاری را نیز در رابطه با داستان‌های مربوط به جنگ اکتبر ۱۹۷۳ که به عنوان جنگ یوم کیپور شناخته می‌شود را به‌عنوان روزهای درخشان (۱۹۴۸) نوشته‌است. کولیت خوری از دانشگاه دمشق مدرک لیسانس ادبیات فرانسه را دریافت کرد و موفق به اخذ دیپلم از مدرسهٔ ادبیات بیروت نیز شد. خوری به دلیل کارهای قابل توجهش در زمینة ادبیات و سیاست مورد توجه قرار گرفته‌است. پیشهٔ او به عنوان نویسندگی تمرکز بر روی عشق دارد که قبلاً به عنوان تابو در فرهنگ سوریه شناخته می‌شد.

## پیشهٔ نویسندگی
خوری به عنوان یکی از پیشگامان فمینیست عرب شناخته می‌شود و در دههٔ ۱۹۵۰ داستان‌هایی با رویکرد تند و تیز راجع به مردان و خودخواهی آنان نوشت. پیشهٔ خوری در سال ۱۹۵۷ آغاز شد و به مدت بیش از شش دهه به طول انجامید. حرفهٔ ادبی او با انتشار مجموعه اشعاری به زبان فرانسه و تحت عنوان Vingt Ans (بیست سال) شروع شد که در سال ۱۹۵۸ در بیروت به چاپ رسید. در این مجموعه شعر خوری نارضایتی‌های خود را نسبت به محدودیت‌های اجتماعی و پوچی و بی‌هدفی زندگی‌اش ابراز نموده‌است. وی همچنین تلاش‌های خود را برای نجات یافتن از عشق توصیف نموده‌است. بیشتر کارهای خوری ناشی از علاقه و تمایل او برای جلوگیری از انتقام سخت بوده‌است. نوشتن تنها راهی بوده که او می‌توانسته احساسات خودش را بیان کند. خوری کار خود را به تمرکز بر روی ذهن زنانه اختصاص داد و از حقوق زنان برای عشق دفاع کرده‌است. وی یکبار بیان کرده‌است که: «از وقتی که احساس کردم که باید آنچه را که در درونم می‌گذرد ابراز کنم، نیاز دارم که اعتراض کنم، فریاد بکشم و از آنجایی که نمی‌خواهم با چاقو فریاد خودم را ابراز کنم، با انگشتانم فریاد کشیدم و تبدیل به یک نویسنده شدم.» خوری بیش از بیست رمان و مقاله‌های سیاسی و ادبی نوشته‌است.
در سال ۱۹۷۹ خوری دنیای عرب را با رمانی که بی‌پرده در مورد عشق نوشت در شوک فرو برد. رمان «روزهایی که با او گذشت» اولین رمانی بود که در آن یک زن به صورت بی‌پرده در مورد موضوعی که از نظر جامعه محافظ کار سوریه ممنوع بود، می‌نوشت. این رمان الهام گرفته از رابطه عاشقانه با شاعر افسانه‌ای سوری به نام نزار قبانی است. کولیت در داستان خود تصویر زنی قوی را نشان داده که عشقش قدرتش را از وی نگرفته و او را ضعیف نکرده‌است. یک رهبر قوی، یک کاراکتر مثبت قوی و راوی «ریم» می‌باشد که در تضاد با جامعه و خانواده‌اش، سعی در بهبود هویت شخصی‌اش دارد. در حالی که والدین «ریم» در کودکی او درگذشته‌اند و او هرگز نمی‌تواند بر زندگی بزرگسالی خود تسلط یابد، احساس حضور پدرش حتی بعد از مرگ او، به دنبال اوست. ریم همچنین منزجر از ازدواج و شکل سنتی آن است. در داستان، او به گونه‌ای که مجبور است می‌گوید: «نه! من برای یادگیری پخت‌وپز و ازدواج و بچه‌داری و سپس مردن، متولد نشده‌ام. اگر این قانون کشور من است، من استثنا خواهم بود. نمی‌خواهم ازدواج کنم!

## حرفهٔ سیاسی
در سال ۱۹۹۰ تا ۱۹۹۵ خوری به‌عنوان یک عضو مستقل پارلمان سوریه فعال بوده‌است. وی در حال حاضر برای روزنامهٔ دولتی سوریه «الباعث» در زمینه‌های مختلف سیاسی و ادبی می‌نویسد.

## زندگی شخصی
خوری دو بار ازدواج کرد و طلاق گرفت. یک بار با موسیقیدان اسپانیایی رودربگو دو زایس که نوه دیپلمات آمریکایی به نام فرانسیس بورتن هریسون بود و یکبار هم با پسر موسیقیدان مکزیکی ماریوس دو زایس ازدواج کرد. خوری و زایس یک فرزند دختر به نام مرسدس نارا دو زایس خوری دارند. رابطهٔ دوران جوانی خوری با شاعر سوری، نزار قبانی الهام بخش او در کتاب "روزهایی که با او گذشت ۱۹۶۱"می‌باشد.

## آثار
- روزهای با او (رمان) ۱۹۵۹
- یک شب (رمان) ۱۹۶۱
- کیان (قصه) ۱۹۶۸
- دمشق خانهٔ بزرگ من (قصه) ۱۹۷۰
- دو قصه ۱۹۷۲
- و عبور تابستان (رمان) ۱۹۷۵
- زن (مجموعه قصه) ۲۰۰۰
- دوران تلخ (قصه بلند) ۲۰۰۲
- انگشتانم خورشید را لمس خواهند کرد قصه نمادین ۲۰۰۲
- در زوایای حکایتها ۲۰۰۳[۴]